# Нёллер, Ханс
Ханс Гюнтер Нёллер (нем. Hans Günter Nöller) — немецкий (ФРГ) гастроэнтеролог, профессор педиатрии Гейдельбергского университета, Германия.

## Биография
Нёллер известен своей активной деятельностью в создании новых диагностических и лечебных методов кислотозависимых заболеваний желудочно-кишечного тракта (ЖКТ). В истории он остался как автор «щелочного теста Нёллера», как разработчик pH-метрических радиокапсул и как гастроэнтеролог, выполнивший с помощью этих радиокапсул большое число исследований.

## Щелочной тест Нёллера
В честь Нёллера назван «щелочной тест Нёллера». Тест заключается в том, что пациенту через рот вводят в желудок 0,5 г бикарбоната натрия (пищевой соды), растворённого в 30 мл воды, и с помощью ацидогастрометра (прибора для внутрижелудочной pH-метрии) регистрируют динамику pH в теле желудка. В результате введения щёлочи в желудке происходит реакция нейтрализации соляной кислоты:
{\displaystyle \qquad HCl+NaHCO_{3}\longrightarrow NaCl+CO_{2}+H_{2}O,}
уровень pH повышается, а через, так называемое, щелочное время, возвращается к исходному уровню из-за секреции соляной кислоты в желудке.
Критерии оценки кислотообразующей функции желудка при щелочном тесте
| Оценка ощелачивающей функции желудка                     | Щелочное время, мин | Щелочное время, мин |
| Оценка ощелачивающей функции желудка                     | Натощак             | При стимуляции      |
| Резкое повышение продукции соляной кислоты               | менее 10            | менее 5             |
| Повышение продукции соляной кислоты                      | 10-20               | 5-10                |
| Нормальная интенсивность кислотообразования              | 20-25               | 10-15               |
| Снижение интенсивности кислотообразующей функции желудка | более 25            | более 15            |

## Гейдельбергские капсулы
Гейдельбергскими капсулами называют одноразовые радиокапсулы, проглатываемые пациентами, которые во время прохождении желудочно-кишечного тракта пациента передают с помощью радиосигнала информацию о величине измеренной капсулой кислотности в просвете ЖКТ. Название происходит от города Гейдельберга (Германия). В начале 1960-х годов в департаменте гастроэнтерологии Гейдельбергского университета Ханс Нёллер при финансовой поддержке фирмы «Телефункен» (нем. Telefunken; ФРГ) в течение трёх лет провёл не менее 1000 клинических исследований у взрослых пациентов с помощью pH-метрических радиокапсул. После этого, радиокапсулы, измеряющие pH, стали называться «гейдельбергскими».
Первая pH-метрическая радиокапсула была разработана фон Арденне и Шпрунгом (ГДР). pH-радиокапсула Ноллера появилась на несколько месяцев позже, однако благодаря тому, что Нёллер провёл очень большое число исследований со своей капсулой, pH-радиокапулу обычно связывают с именем Нёллера (точнее с городом Гейдельбергом, где Нёллер проводил свои исследования).
Первый вариант «гейдельбергской капсулы» Нёллера определял величину pH в диапазоне от 1,5 до 8 pH с точностью 0,5 pH. В радиокапсуле было два электрода: измерительный — сурьмяной, сделанный в виде насаженного на корпус капсулы кольца и хлорсеребряный электрод сравнения — кольцеобразная серебряная проволока, покрытая слоем хлористого серебра и погружённая в раствор поваренной соли, электролитически связанный с окружающей средой через пористую мембрану. Из-за недостаточной электрической ёмкости источника питания, первые образцы работали не более 6 часов. После усовершенствования источника питания время работы возросло до 20 — 30 часов. Капсула имела длину 18 мм, диаметр 8 мм, вес 1 г. Рабочая частота генератора радиокапсулы — около 1800 кГц.

## О русскоязычном написании фамилии Ханса Нёллера
Написание «Ноллер» — традиционное, общепринятое в русскоязычной гастроэнтерологической литературе. Согласно современному подходу к транскрибированию имён собственных с умлаутом «ö» фамилия «Nöller» должна писаться «Нёллер».